# Ibrahim Mustapha
Ibrahim Mustapha (* 18. Juni 2000 in Tamale) ist ein ghanaischer Fußballspieler.

## Karriere
Mustapha begann seine Karriere beim EurAfrica FC. Im Januar 2020 wechselte er nach Serbien zum FK Roter Stern Belgrad. In seinem ersten Halbjahr blieb er ohne Einsatz. Zur Saison 2020/21 wurde er an den Ligakonkurrenten FK Zlatibor Čajetina verliehen. Für Zlatibor gab er anschließend im Juli 2020 sein Debüt in der SuperLiga. Durchsetzen konnte er sich beim Verein aber nicht, bis zur Winterpause kam er nur fünfmal zum Zug. Anschließend wurde die Leihe abgebrochen und der Flügelstürmer im Februar 2021 an den Zweitligisten FK Radnički Sremska Mitrovica weiterverliehen. Für Radnički spielte er in einem Jahr 32 Mal in der Prva Liga und erzielte dabei neun Tore.
Im Januar 2022 folgte die dritte Leihe für Mustapha, diesmal wieder innerhalb der SuperLiga zum FK Novi Pazar. Dort kam er zu 15 Einsätzen, in denen er vier Tore machte. Zur Saison 2022/23 kehrte er nach zwei Jahren nach Belgrad zurück. Bis zur Winterpause kam er zu zwölf Einsätzen in der Liga für Roter Stern, zudem spielte er viermal in der UEFA Europa League. Im Februar 2023 verließ er den Verein dann endgültig und wechselte zum österreichischen Bundesligisten LASK, bei dem er einen bis Juni 2026 laufenden Vertrag erhielt. Beim LASK kam er in zweieinhalb Jahren zu 32 Einsätzen in der Bundesliga, in denen er viermal traf.
Zur Saison 2025/26 kehrte Mustapha nach Serbien zurück, wo er sich dem FK Vojvodina anschloss.